# Földes László (építész)
Földes László (1959. augusztus 31. –) Ybl Miklós-díjas, többszörös Pro Architectura díjas és Prima Primissima-díjas kortárs magyar építész.

## Családi háttere
Édesapja az erdélyi származású Földes László (1934–1980), édesanyja Györgyi Erzsébet (1936–), mindketten néprajzkutatók.
Anyai ágon a tiroli gyökerű pesti polgári család, a Györgyi-Giergl művészcsalád leszármazottja. A család három évszázados történetét a Budapesti Történeti Múzeum kiállítása mutatta be 2006-ban. 
Felmenői között számos kiemelkedő építész, festőművész és iparművész található. Anyai dédapja Györgyi Kálmán (1860–1930) művészeti író, az Országos Magyar Iparművészeti Társulat igazgatója és a Magyar Iparművészet című folyóirat szerkesztője. 
Dédapjának testvére, Györgyi Géza (1851–1934) korának szintén neves építésze volt: Ybl Miklós, majd Hauszmann Alajos munkatársaként végzett rangos tervezőmunkát a Budavári Palota, a Műegyetem "K" épülete és más középületek tervezésében. 
Nagyapjának testvére, Györgyi Dénes (1886–1961) továbbvitte a családi építész-hagyományokat, hiszen számos múzeum - többek között a debreceni Déri Múzeum - és iskola, valamint több világkiállítás magyar pavilonjának alkotójaként, az Iparművészeti Iskola, majd Főiskola rektoraként a 20. század első fele művészeti életének meghatározó alakjává vált. 
A rokonsághoz tartozott Giergl Kálmán (1863–1954), aki - Korb Flóris mellett – a Liszt Ferenc Zeneművészeti Egyetem, a Klotild paloták és a Luxus Áruház társtervezője.

## Életpályája
A budai Móricz Zsigmond Gimnáziumban érettségizett, majd egyetemi tanulmányait a Budapesti Műszaki és Gazdaságtudományi Egyetem Építészmérnöki Karán végezte. 1988-ban a Helsinki University of Technology ösztöndíjasa volt. Később elvégezte az Építész Mesteriskolát.
Szemléletformáló volt számára az 1989-1991 közötti időszak, amikor Finnországban, a Järvinen-Airas építészirodában iskolák, óvodák és lakóházak tervezésében vett részt. . Finnországból Turányi Gábor hívására hazajött, és vele dolgozott 1994-ig. Ehhez az időszakhoz kötődik a visegrádi Erdei Iskola megépülése.
1994-ben önálló építészirodát alapított. Az itt született legfontosabb munkái többek között: a Toldy Ferenc Gimnázium tornaterme a budai várnegyedben, az Almásy-kastély (Gyulavári) felújítása, a Kemenes Vulkánpark Látogatóközpont, a nagykovácsi bőlcsöde épületegyüttese, az M12 Irodaház és több díjnyertes családi ház (Acéltornácos ház, Hosszúház, Sasadi villa, Pitypang-ház). 
A világon elsőként építette be Losonczi Áron találmányát, a „fényáteresztő betont” a Szilas-pataknál tervezett családi házba.
2000 óta korrektor a Műegyetem Középülettervezési Tanszékén.
2006-ban munkásságért Ybl-díjat kapott. Pro Architectura díjban háromszor, míg Év Háza díjban négy alkalommal részesült. Az újságírók döntése alapján odaítélt Média Építészeti Díjat három alkalommal nyerte el. 
2007 júliusában építészirodájának munkáit is beválogatták abba az elitklubba, mely nemzetközi szinten mutatja be a szakma élvonalába tartozó alkotókat és alkotásaikat. Korábban magyar építészt még nem ért ilyen megtiszteltetés a www.world-architects.com-on.
2008-ban megválasztották Union Internationale des Architectes Kelet-Európát képviselő egyik küldöttének, majd 2011-ben újraválasztották.
2024-ben Prima Primissima-díjjal tüntették ki. 

## Kiemelt tervek és épületek
- 1996 – Erdei Iskola, Visegrád (Turányi, Földes, Göde)
- 1999 – 3 lakóház, Maassluis, Hollandia, meghívásos tervpályázat – I. díj (Földes, Pethő)
- 2002 – W.E.T. Innovációs Központ (új név: Gentherm Hungary Kft.), Pilisszentiván (Pethő, Földes)
- 2004 – Szilas-patak ház, Budapest
- 2004 – Toldy Ferenc Gimnázium tornacsarnok, Budapest
- 2005 – Ladányi-ház, Nagykovácsi
- 2006 – Erzsébet Szálló, Paks, meghívásos tervpályázat – megosztott I. díj
- 2006 – Timpanonos ház, Budapest
- 2006 – Igazságügyi Központ, Debrecen (Koller, Csatai, Pethő, Földes)
- 2009 – „L” ház, Lábatlan
- 2009 – Acéltornácos ház, Nagykovácsi
- 2010 – Magyar Nemzeti Múzeum bővítése, országos tervpályázat – III. díj [9]
- 2010 – Pestszentimre, óvoda, országos tervpályázat – I. díj
- 2011 – bölcsőde, Zsámbék
- 2011 – Balatonalmádi Egészségközpont
- 2012 – Nagykovácsi, kápolna újjáépítés (Földes, Golda)
- 2013 – Hosszúház, Pilisborosjenő
- 2013 – Fekete-fehér ház, Budaörs
- 2013 – Kemenes Vulkánpark Látogatóközpont, Celldömölk
- 2013 – Sauflon Innovációs Központ, Gyál
- 2015 – Magyar Nemzeti Galéria, meghívásos tervpályázat (Davis Brody Bond (USA) építészirodával)
- 2015 – Érseki palotaegyüttes (Eger), Látogató Központ, műemlék [10]
- 2015 – Nagykovácsi Bölcsőde
- 2016 – Almásy-kastély (Gyulavári), műemlék
- 2020 – Sasadi villa
- 2021 – Hableány-emlékmű [11]
- 2021 – M12 Irodaház OTP, Budapest XIII. kerület (Földes, Mónus, Tóth)
- 2024 – Pitypang-ház, Nagykovácsi

## Kiállítások
- 1996 – Piran, Piran days of architecture (Visegrádi Erdei Iskola)
- 2002 – Piran, Piran days of architecture (WET Innovációs Központ, Pilisszentiván)
- 2003 – Budapest, [Műcsarnok], „Közben”
- 2003 – London, RIBA, „Hungarian Architecture Today” (W.E.T. Innovációs Központ, Pilisszentiván)
- 2004 – Glasgow, Lighthouse „Hungarian Architecture Today” (W.E.T. Innovációs Központ, Pilisszentiván)
- 2004 – Tranzit 15 vándorkiállítás, Földes László-interjú, videóinstalláció
- 2005 – Berlin, DAZ, „Emerging Identities! East” (Toldy Gimnázium tornaterme)
- 2006 – Budapesti Történeti Múzeum, A Györgyi-Giergl család három évszázada.
- 2006 – Budapest, N&n Galéria, Sávos ütemterv, önálló kiállítás
- 2010 – Budapest, Műcsarnok, Modellfest
- 2013 – Piran days of architecture (Kemenes Vulkánpark és Látogatóközpont)
- 2014 – Budapest, Műcsarnok, I. Építészeti Nemzeti Szalon (Sauflon Innovációs Központ, Kemenes Vulkánpark és Látogatóközpont)
- 2015 – Architecture Week Prague (Hosszúház, Sauflon, Kemenes Vulkánpark)
- 2017 – Szöul, Dél-Korea, „100 Architects of the year” kiállítás

## Díjak, kitüntetések
- 1997 – Pro Architectura díj (Visegrádi Erdei Iskola)
- 2004 – Toldy 150 emlékérem (Toldy Gimnázium tornaterme)
- 2005 – Magyar Olimpiai Bizottság Fair-Play díja (Toldy Gimnázium tornaterme)
- 2004 – Pro Architectura díj (W.E.T. Innovációs Központ, Pilisszentiván)
- 2005 – Média Építészeti díj (Szilas-patak ház + üvegbeton)
- 2006 – Ybl Miklós-díj
- 2008 – Torino, Union Internationale des Architectes (UIA) tanács tagjává választva
- 2011 – Év Háza (Acéltornácos ház, Nagykovácsi)
- 2011 – Tokió, Union Internationale des Architectes (UIA) tanács tagjává újraválasztva
- 2013 –  Média Építészeti Díj, döntős (Kemenes Vulkánpark Látogatóközpont, Celldömölk)
- 2014 – Média Építészeti Díj, zsűri különdíja (Hosszúház, Pilisborosjenő)
- 2014 – Építészeti Nívódíj (Sauflon Innovációs Központ, Gyál)
- 2015 – Év Háza-díj (Hosszúház)
- 2021 – Év Háza-díj (Sasadi villa)
- 2024 – Év Háza-díj (Pitypang-ház)
- 2023 – Építőipari Nívódíj (M12 Irodaház OTP)
- 2024 – Prima Primissima-díj[12]